# Txomin Perurena
Txomin Perurena Telletxea, auch Domingo Perurena Telletxea, (* 15. Dezember 1943 in Oiartzun; † 8. Juni 2023 in Donostia-San Sebastián) war ein spanischer Radrennfahrer baskischer Abstammung. Er war in den 1960er und 1970er Jahren einer der erfolgreichsten Straßenrennfahrer seines Landes.

## Sportliche Laufbahn
Als Amateursportler errang Txomin Perurena bei UCI-Straßen-Weltmeisterschaften 1965 in Lasarte-Oria die Silbermedaille im Mannschaftszeitfahren über 100 Kilometer, gemeinsam mit Mariano Díaz, José Manuel López Rodríguez und José Manuel Lasa. Im Einzelrennen kam er auf den 11. Platz.
In der Tour de l’Avenir 1965 wurde er beim Sieg von Mariano Díaz Neunter.
Von 1966 bis 1979 war Perurena als Profisportler tätig. In diesen Jahren errang er zahlreiche Siege, vor allem bei Rennen in Spanien und Frankreich. Seinen ersten Sieg als Berufsfahrer konnte er im Frühjahr 1966 beim Rennen von Bordeaux nach Saintes erringen. Allein 14-mal startete er bei der Vuelta a España. 1972 und 1974 gewann er die Punktewertung, 1972 trug er in der Folge elf Tage das Maillot amarillo des Gesamtführenden und 1974 sieben Tage lang. 1975 wurde er Zweiter der Gesamtwertung. Zudem gewann er insgesamt zwölf Etappen. 1974 entschied er die Bergwertung der Tour de France für sich. Fünfmal nahm er an UCI-Straßen-Weltmeisterschaften teil und belegte 1974 Platz acht. 1973 und 1975 wurde er spanischer Meister im Straßenrennen und 1975 sicherte er sich darüber hinaus den nationalen Meistertitel im Bergrennen.
1968 siegte er im Rennen Barcelona–Andorra. 1970, 1973 und 1976 gewann er die Trofeo Elola. Unter den weiteren Erfolgen befanden sich 1965 der Gesamtsieg in der Vuelta a Cantabria, 1967 ein Sieg bei der Setmana Catalana de Ciclisme, 1969 und 1970 beim Gran Premio de Llodio, 1969 und 1975 beim Clásica de Sabiñánigo, 1972 bei der Valencia-Rundfahrt, 1973 bei der Katalonien-Rundfahrt, beim GP Navarra und beim Großen Preis Miguel Indurain. 1971, 1972 und 1975 gewann er den GP Viscaya. 1971 und 1977 gewann er zudem die Klasika Primavera. Insgesamt verbuchte er im Laufe seiner sportlichen Karriere 94 Etappensiege bei verschiedenen Rundfahrten. 1975 ging er als Führender auf die letzte Etappe der Vuelta a España, die als Einzelzeitfahren im Velódromo de Anoeta durchgeführt wurde. Er verlor die Rundfahrt bei diesem Zeitfahren mit einem Rückstand von 14 Sekunden auf seinen Landsmann Agustín Tamames. 2016 berichtete er in einem Artikel, bei seiner Ankunft in der Radrennbahn habe „Grabesstille“ geherrscht, so dass er sofort gewusst habe, dass er nur Zweiter der Rundfahrt geworden war: „Ich wache immer noch mit Albträumen auf.“
Sechsmal gewann Perurena das Eintagesrennen Gran Premio Pascuas und war damit der erfolgreichste Fahrer in diesem Rennen. Zweimal startete er beim Sechstagerennen von Madrid, 1966 belegte er gemeinsam mit José Manuel López Rodríguez Platz drei, und 1970 gewannen die beiden Fahrer. Insgesamt errang Perurena 158 Siege, mehr als jeder spanischer Radrennfahrer (Stand 2021: mehr als Alejandro Valverde mit 133), aber nahezu alle auf spanischem Boden.

## Berufliches
Nach Beendigung seiner aktiven Sportlerkarriere wurde Perurena Sportlicher Leiter bei verschiedenen Teams. Unter seiner Führung gewannen Marino Lejarreta (1982)  und Pedro Delgado (1989) die Vuelta. Er initiierte wesentlich das baskische Team Euskaltel-Euskadi.
Txomin Perurena, der in seinen späteren Lebensjahren seinen baskischen Vornamen der spanischen Version vorzog, starb am 8. Juni 2023 im Alter von 79 Jahren an den Folgen einer Krebserkrankung.

## Politik
Perurena galt als abertzale, als baskischer Nationalist. Sein älterer Bruder Bixente war ein mugalaro, der Menschen bei der Flucht aus dem frankistischen Spanien nach Frankreich half, und Mitglied der ETA. Er wurde 1984 von der paramilitärischen Gruppe Grupos Antiterroristas de Liberación, einer Todesschwadron, im französischen Grenzort Hendaye gemeinsam mit einem Freund ermordet. 1999 wurde Bixentes Tochter Mari Luz Perurena als ETA-Aktivistin in Frankreich verhaftet. 2019 nahm Txomin Perurena gemeinsam mit weiteren Familienmitgliedern an einer Versöhnungsveranstaltung von Tätern und Opfern des Bürgerkriegs im Baskenland in Errenteria teil.

## Wichtige Platzierungen
| Grand Tour            | 1966 | 1967 | 1968 | 1969 | 1970 | 1971 | 1972 | 1973 | 1974 | 1975 | 1976 | 1977 | 1978 | 1979 |
| --------------------- | ---- | ---- | ---- | ---- | ---- | ---- | ---- | ---- | ---- | ---- | ---- | ---- | ---- | ---- |
| Vuelta a EspañaVuelta | 12   | DNF  | 24   | 23   | DNF  | 16   | 6    | 44   | 5    | 2    | 17   | 4    | 22   | DNF  |
| Giro d’ItaliaGiro     | –    | –    | –    | –    | –    | 34   | –    | –    | –    | 41   | –    | 52   | –    | –    |
| Tour de FranceTour    | 18   | –    | –    | 38   | 90   | –    | –    | 37   | 44   | –    | 71   | –    | –    | –    |

| Weltmeisterschaft        | 1971 | 1972 | 1973 | 1974 | 1975 | 1976 | 1977 |
| ------------------------ | ---- | ---- | ---- | ---- | ---- | ---- | ---- |
| StraßenrennenStraße      | 25   | 14   | –    | 8    | 24   | 13   | 5    |
| EinzelzeitfahrenEZF      | –    | –    | –    | –    | –    | –    | –    |
| MannschaftszeitfahrenMZF | –    | –    | –    | –    | –    | –    | –    |